# Доходный дом княгини М. А. Ливен
Доходный дом княгини М. А. Ливен — здание в Москве, внутри Садового и Бульварного колец, по адресу улица Большая Дмитровка, дом № 23.

## История
- улица Большая Дмитровка, дом № 23 — Доходный дом княгини М. А. Ливен[1].

Богато декорированная неоклассическая постройка сооружена в 1910 году по проекту архитектора С. В. Баркова — сына и ученика В. В. Баркова, автора доходных домов Михайлова в начале этой же улицы (дом № 9).
До 1910 года, согласно адресно-справочным книгам «Вся Москва», участок 423/454, 481, оформивший угол Большой Дмитровки и Страстного бульвара, принадлежал братьям Павлу и Виктору Львовичам Адельгейм, а на нём был построен доходный дом. С конца 1890-х до 1908—1909 гг. в доходном доме Адельгейм располагалось ателье Надежды Петровны Ламановой-Каютовой, самого известного русского, а впоследствии и советского модельера и художника театрального костюма.
В конце первой декады XX века участок 423/454, 481 перешёл во владение некой Александры Алексеевны Пантелеевой, а уже от неё — к князьям Ливен. В период между 1910 и 1914 годом изменилась нумерация домов на Большой Дмитровке, поэтому ныне доходный дом Ливен — № 23, а ранее был № 25.
В рамках гражданской инициативы «Последний адрес» на доме установлен мемориальный знак с именем инженера Василия Дмитриевича Иллина, расстрелянного в годы сталинских репрессий. В базе данных правозащитного общества «Мемориал» есть имена 5 жильцов этого дома, расстрелянных в годы террора. Число погибших в лагерях ГУЛАГа не установлено.

### Использование
- По окончании строительства в здании размещался доходный дом, построенный по заказу  княгини М. А. Ливен.
- В настоящее время — административное здание.

## Архитектура
Высота здания составляет 5 этажей.
Центр фасада доходного дома Ливен выделен двухэтажной арочной нишей над полукруглым эркером второго и третьего этажей; над главным входом помещена монограмма владелицы в виде латинской буквы L. Ниши над входными проёмами и окнами четвёртого этажа заполнены лепным декором, изображающим раковины-гребешки — мотив, заимствованный Барковым с фасада Университетской типографии на другой стороне улицы (№ 34). Рельефы с античными шлемами и щитами на угловых эркерах напоминают рисунок метоп Манежа.